# Robert Hodges
Robert Stanley Hodges (* 30. Dezember 1943 in Saskatoon; † 16. April 2021 ebenda) war ein kanadischer Eisschnellläufer und Biochemiker.

## Biografie
Robert Hodges wuchs in Saskatoon im Stadtteil Riversdale auf. Bereits als Jugendlicher stellte Hodges eigene Trainingspläne zusammen und wuchs zu einem guten Eisschnellläufer heran. So nahm er an den Olympischen Winterspielen 1968 und 1972 teil. 1968 startete er im Wettkampf über 500 m, 1500 m, 5000 m und 10.000 m. Dabei konnte er jedoch bei keinem Wettkampf unter die besten 20 Athleten kommen. Auch bei seiner zweiten Teilnahme, wo er nur im Wettkampf über 1500 m startete, belegte Hodges lediglich Rang 23.
Nachdem Hodges seine aktive Laufbahn beendet hatte, war er in den 1990er Jahren als Trainer und Leiter für die Canadian Speed Skating Association tätig. Er wurde in die Sports Halls of Fame von Saskatoon und Saskatchewan sowie in die Hall of Fame der Canadian Speed Skating Association aufgenommen.
Robert Hodges besuchte bis 1961 das Bedford Road Collegiate und schloss vier Jahre später sein Bachelorstudium in Biochemie an der University of Saskatchewan ab. 1971 promovierte er zum Doktor der Biochemie an der University of Alberta. Als Postdoc an der Rockefeller University war er im Labor von Robert Bruce Merrifield tätig. Bis zu seinem Tod forschte Hodges im Bereich der Peptide. Dabei war er in mehreren Positionen tätig. Er unterrichtete als Professor für Biochemie an der University of Alberta und war Direktor und Chief Executive Officer der Protein Engineering Centers of Excellence, Präsident der American Peptide Society, Fellow der Royal Society of Canada.
Bis kurz vor seinem Tod war Hodges Professor für Biochemie und Molekulargenetik an der Medizinischen Fakultät der University of Colorado. 2017 wurde er für seine herausragenden Leistungen in der Peptidforschung mit dem Bruce Merrifield Award ausgezeichnet.